# Qobuqıraq
Qobuqıraq är en ort i Azerbajdzjan.   Den ligger i distriktet Xaçmaz Rayonu, i den nordöstra delen av landet, 150 km nordväst om huvudstaden Baku. Qobuqıraq ligger 43 meter över havet och antalet invånare är 1 214.
Terrängen runt Qobuqıraq är lite kuperad. Närmaste större samhälle är Xaçmaz, 3,0 km norr om Qobuqıraq.
Trakten runt Qobuqıraq består till största delen av jordbruksmark. Runt Qobuqıraq är det ganska tätbefolkat, med 80 invånare per kvadratkilometer.